# Игнай
Игнай — деревня в Зиминском районе Иркутской области России. Входит в состав Батаминского муниципального образования.

## География
Находится примерно в 32 км к юго-западу от районного центра.

## Население
| 2002 | 2010 | 2011 | 2012 |
| ---- | ---- | ---- | ---- |
| 64   | ↘28  | →28  | →28  |

По данным Всероссийской переписи, в 2010 году в деревне проживало 28 человек (14 мужчин и 14 женщин).